# Cureggio
Cureggio es una localidad y comune italiana de la provincia de Novara, región de Piamonte, con 2.248 habitantes.

## Evolución demográfica
| Gráfica de evolución demográfica de Cureggio entre 1861 y 2001 |
|                                                                |
| Fuente ISTAT - elaboración gráfica de Wikipedia                |